# Langston Hughes
James Langston Hughes (ur. 1 lutego 1902 w Joplin, zm. 22 maja 1967 w Nowym Jorku) – amerykański poeta, powieściopisarz, autor sztuk scenicznych, nowelista i felietonista.
Studiował na Uniwersytecie Columbia. Był osobą homoseksualną. O jego życiu powstał film biograficzny pod tytułem Looking for Langston. Znał język francuski oraz hiszpański. Tłumaczył m.in. Federica Garcíę Lorcę. W swojej twórczości z lat trzydziestych i czterdziestych sympatyzował z komunizmem.

## Poezja
- The Weary Blues. Knopf, (1926)
- Fine Clothes to the Jew. Knopf, (1927)
- The Negro Mother and Other Dramatic Recitations, (1931)
- Dear Lovely Death, (1931)
- The Dream Keeper and Other Poems. Knopf, (1932)
- Scottsboro Limited: Four Poems and a Play. N.Y.: Golden Stair Press, (1932)
- Shakespeare in Harlem. Knopf, (1942)
- Freedom's Plow. (1943)
- Fields of Wonder. Knopf, (1947)
- One-Way Ticket. (1949)
- Montage of a Dream Deferred. Holt, (1951)
- Selected Poems of Langston Hughes. (1958)
- Ask Your Mama: 12 Moods for Jazz. Hill & Wang, (1961)
- The Panther and the Lash: Poems of Our Times, (1967)
- The Collected Poems of Langston Hughes. Knopf, (1994)
- Let America be America Again, (2004)

Na polski jego wiersze tłumaczyli m.in. Leszek Engelking, Adam Lizakowski i Artur Międzyrzecki.